# Об (місто)
Об — місто в Новосибірській області Російської Федерації, центр міського округу місто Об.
Глава міста — Мозжерін Олександр Олександрович (з лютого 2015). День міста — третя субота червня.
Населення — 28 387 чол. (2015).

## Географія
Місто розташоване на сході Барабинської низовини, за 5 км на захід від Новосибірська і пов'язане з ним залізної та автомобільної дорогами. Входить в Новосибірську агломерацію. Залізнична станція на Транссибірській магістралі.
Площа міста за даними на 2008 рік — 21,95 км².

## Історія
Населений пункт виник як селище при станції, названої по розташованому поруч селу Толмачево, в 1934 році було перейменоване в Об, хоча річка Об знаходиться за 15 км від міста.